# System determinacji płci ZW

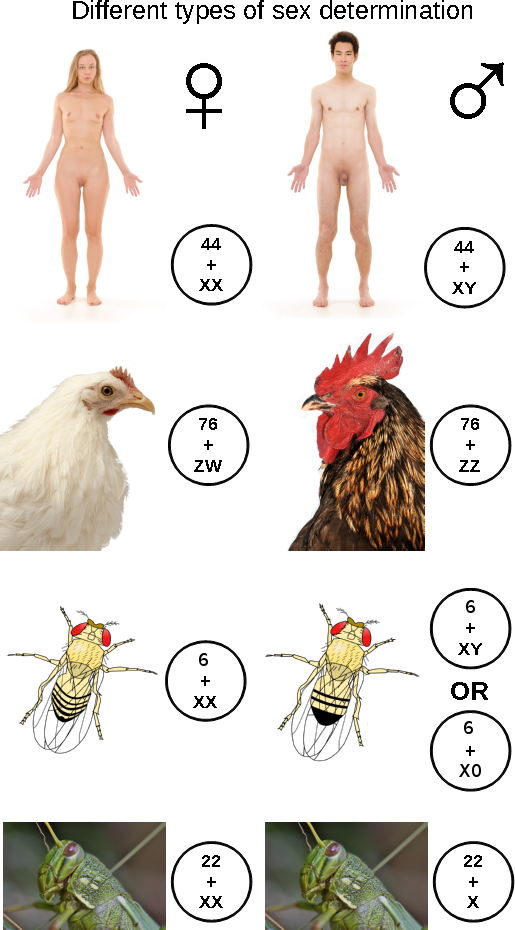
Typy determinacji płci – od góry: chromosomy płci, płeć męska heterogametyczna; chromosomy płci, płeć żeńska heterogametyczna; stosunek A:X; determinacja środowiskowa

System determinacji płci ZW – system determinacji płci spotykany u ptaków, niektórych ryb i skorupiaków (jak Macrobrachium rosenbergii), pewnych owadów (w tym motyli) i niektórych gadów (jak waran z Komodo). W tym systemie płeć potomka zależy od komórki jajowej, inaczej niż w systemie XY i systemie X0, w których zależy ona od plemnika. Występujące w nazwie litery Z i W użyte zostały w celu odróżnienia od systemu XY. Samce są tutaj płcią homogametyczną (ZZ), a samice – heterogametyczną (ZW). Chromosom Z jest większy i obejmuje więcej genów, podobnie jak chromosom X w systemie XY.
W przypadku ptaków nie wiadomo, czy obecność chromosomu W indukuje żeńskie cechy płciowe, czy też duplikacja Z indukuje męskie. W przeciwieństwie do ssaków nie opisano dotychczas ptaków o podwójnym chromosomie W (ZWW) ani pojedynczym Z (Z0). Wydaje się możliwe, że oba takie kariotypy byłyby letalne dla zarodka lub że oba chromosomy odpowiadają za różnicowanie się płci.
Nie istnieją geny leżące zarówno na ptasich chromosomach ZW, jak i na ssaczych XY. Porównując chromosomy człowieka rozumnego i kurczaka, chromosom Z wydaje się podobny do autosomalnego ludzkiego chromosomu 9, a nie X czy chromosomu Y. Doprowadziło to do poglądu, zgodnie z którym systemy determinacji płci XY i ZW różni pochodzenie, jednakże wszystkie chromosomy płci pochodzą od chromosomów autosomalnych wspólnego przodka.
W publikacji z 2004 roku porównano chromosom Z kurczaka z chromosomami X dziobaka, sugerując, że te dwa systemy determinacji płci są spokrewnione. Dziobak dysponuje systemem 10 chromosomów płci. Chromosomy płci samca podczas mejozy tworzą łańcuch, do plemników trafiają zestawy XXXXX albo YYYYY. Jeden z chromosomów X, leżący na jednym krańcu tego łańcucha, wykazuje podobieństwa do ludzkiego chromosomu X, podczas gdy chromosom leżący na drugim krańcu łańcucha przypomina z kolei chromosom Z. Wskazuje to jednak na pewne ewolucyjne związki pomiędzy ptasim i ssaczym systemem determinacji płci.